# Malin Matsdotter
Ej att förväxla med Malin Mattsdotter (Stora Tuna)
Malin Matsdotter (eller Mattsdotter), även känd som Rumpare-Malin, född mellan 1610 och 1616 i Gamlakarleby i Österbotten, död 5 augusti 1676 i Stockholm, var en kvinna som avrättades för häxeri, och en av de få personer i Sverige som avrättades genom att brännas levande på bål för trolldom. Hon var den enda  som brändes levande för häxeri vid Häxprocessen i Katarina under den stora häxjakten Det stora oväsendet mellan 1668 och 1676.

## Bakgrund
Malin Matsdotter var enligt protokollen av finskt ursprung och talade finska som modersmål. Hon flyttade till Stockholm när hon var 21 år gammal. I Stockholm fick hon arbete som piga. Hon var i första äktenskapet omkring 1638 gift med tråddragaren Erik Nilsson från Forsheda i Småland (1592–1668), som tillverkade metalltrådar vid Nacka bruk till stadens byggnadsverk. Paret fick femton barn men endast två överlevde, döttrarna Anna Eriksdotter (f. 1655) och Maria Eriksdotter (f. 1657). Familjen bodde i kvarteret Bonden vid Bondegatan på Södermalm. De hörde till Katarina församling.
År 1668 avrättades Erik Nilsson angiven av dottern Anna för att ha utövat tidelag med en ko. Han fälldes då på vittnesmål från sin dotter Anna, då tretton år (Maria var elva). Anna hade anklagat fadern för tidelag efter att systrarna hade rymt hemifrån på grund av faderns misshandel, och vid hemkomsten sedan hade misshandlats även av Malin på faderns uppmaning. Under misshandeln hade Anna utbrustit: "Gud vet moder slår, och I slår, jag må nu icke längre tiga, en sådan synd I haver gjort, och hela tiden stått på en stol över vår svarta ko som en tupp över en höna". Malin Matsdotter vittnade om att maken länge hade sovit med en kniv under kudden som om han velat ta sitt liv.
Malin Matsdotter gifte 1669/1670 om sig med änkemannen Anders  Arentsson Dykare från Daretorp i Västergötland. Döttrarna uppgav senare att de hade lämnat hemmet och tagit tjänst efter moderns omgifte på grund av bråken mellan makarna. Malin förmodas ha varit änka för andra gången vid tiden för rättegången: hennes make nämns ingenstans under rättegången till skillnad från makarna till de andra kvinnor som åtalades, vilket han borde ha gjort, då alla andra gifta kvinnors äkta män ombads vittna under häxprocessen. Vid tidpunkten för häxprocessen ägde hon sin egen gård nedanför Mariaberget vid Bastugränd. Hon beskrivs som barsk och stursk. Hon hade vid åtminstone ett tillfälle, av Anna Sippel, anlitats som barnmorska. Det är känt att hon hade en inkomst på att hyra ut sin bastu, då hennes gård inrymde en bastu och detta på den tiden var ett vanligt sätt för allmänheten att rengöra sig.
I rättsprotokollet från 1676 kallades Malin för öknamnet "Rumpare Malin". Orsaken är okänd, men uttrycket "Rumpoxe" användes under samtiden som öknamn för personer som ansågs dumma och obegåvade. Det kan också syfta på Rumpa i betydelsen bakdel, och vara ett öknamn på grund av att hennes första make avrättats för samlag med djur, på samma sätt som andra kvinnor kunde få öknamn som syftade på deras äkta män, som till exempel Brita Zippel, som kallades för Näslösan därför att hennes make, inte hon själv, hade syfilis.

## Häxprocessen
I juli 1676 angavs Malin Matsdotter för häxeri av sin dotter Maria, som sade sig ha blivit bortförd av henne: "Rumpare Malins köttsliga dotter Maria Eriksdotter om sina 19 år, inkallades och bekände sig inatt varit förd av Staffans Anna, som håller ölsäljning i Dalarö, till vilken hon av sin mor varit bortspelad [...] Hennes moder ska sistlidna påskafton ha sagt till henne: Min dotter vill du följa mig åt så skall det blifva folk av dig [...] därpå var natt henne begynt föra [till Blåkulla] [...] andra gången på en karl. Bekände eljest att hennes moder alltid låtit illa, svurit och bannat, särdeles på stora högtidsdagar."
Malin Matsdotter hämtades därefter in till förhör inför rätten och uppmanades att bekänna sanningen om hon ville undkomma Satan och bli Guds barn. Hon förhördes grundligt om sin kristendomskunskaper. När hon ombads läsa Trosbekännelsen svarade hon att hon inte orkade läsa och inte kunde mer än Fader Vår. Hennes språksvårigheter uppmärksammades då hon hade svårigheter att läsa de böner kommissionen förestavade henne: hon kunde dem inte utantill, och hade också svårt att upprepa dem då de lästes upp för henne. Rätten noterade att hon tvekade på ett "förargligt" sätt då hon skulle upprepa bönerna ord för ord.
När hennes dotter avlade vittnesmål påstod hon att Malin nattetid både tog henne och andra barn till Blåkulla. Vidare sade hon att "Den Elake" (Satan) i form av en lång, svart och hornbeprydd skepnad närvarade intill modern under rättegången då han höll i hennes kjol och viskade i dennas öra för att hindra henne att bekänna. Rätten bad Malin att falla på knä och repetera bönen Välsignad vare du Jesu namn för att kunna bekänna, och Maria sade därefter att Djävulen försvunnit.
Den tio år gamle Matthias Wallendorph och den sju år gamla hovslagardottern Margreta Jöransdotter vittnade båda om att de hade blivit bortförda av Malin på en stång. Matthias, Margreta och Maria sade sedan alla tre att de såg hur Satan stå bakom Malin i rättssalen och viskade i hennes öra att inte bekänna. Gertrud Mattsdotter vittnade 21 juli om att en annan åtalad i häxprocessen, Tysk-Annika, hade spelat bort två av hennes barn till Malin: hon påstod att Malin hade fört bort hennes barn 16 gånger tidigare, och 14 gånger denna natt, samtidigt som Malin satt häktad. Barnen förhördes och sade att Malin hade slagit dem för att de inte skulle vittna, och Gertrud Mattsdotter sade att hon såg sina barn få anfall och hellre ville att de skulle dö än plågas, och om Malin inte blev avrättad skulle hon själv döda henne. Gertruds dotter Annika frågade Malin om det inte stämde att hon hade spelat med Tysk-Annika om vem som skulle tända eld på Greve Pers hus, och kommit överens om att göra ett nytt försök när de inte lyckats, men Malin nekade. Även hennes andra dotter, Anna, stödde sin syster Marias vittnesmål om att de hade förts till Blåkulla av sin mor, och uppgav också att hon själv hade börjat föra barn till Blåkulla.
Rätten bad Malin att falla på knä och repetera bönen Välsignad vare du Jesu namn, vilket hon lyckades med först efter elfte försöket, efter att tio gånger ha sagt "Välsigna du Jesu namn" i stället, något rätten fäste stor betydelse vid. Hon hade vid ett tillfälle anlitats som barnmorska av Anna Sippel, som tidigare hade avrättats för häxeri, och kommenterade att om hon någonsin skulle ha fört någon till Blåkulla, vilket hon förnekade, så skulle hon i så fall ha lärt sig det hos Sippel.
Rätten övertygades om hennes skuld av de många vittnesmålen, särskilt det faktum att hennes två döttrar vittnade mot henne, kombinerade med Malins bristande kristendomskunskaper och svårighet att läsa böner. Malin kommenterade sina döttrars vittnesmål med: "Gud, låt dem gå dit [Blåkulla] för evig tid", och sade att hon för övrigt gärna ville dö när hennes egna döttrar angav henne. Malins make förhördes aldrig under rättegången mot henne.
Malins döttrar Maria och Anna Eriksdotter förhörs ännu en gång och höll fast vid sina vittnesmål, medan Malin höll fast vid sin förnekelse. Hon anklagar sina döttrar för att ha stulit av henne och fört ett "horaktigt liv", och då rätten bad henne specificera svarade hon med sådant språk att rätten vägrade teckna dem i protokollet eftersom "de var till hövliga örons föragelse". Hon uppgav dock att döttrarna hade stulit och att de nätt och jämnt hade prövat på att försörja sig som pigor innan de hade tröttnat och kommit hem igen.
Rätten frågade Maria Eriksdotter om hon genom sitt vittnesmål i själva verket försökte komma över moderns gård, något hon dock förnekade. Malins andra dotter Anna blev själv arresterad och åtalad för häxeri eftersom hon under vittnesmål påstått att hon själv börjat föra barn till Blåkulla.

## Domen
Den 26 juli 1676 dömdes Malin Matsdotter till att avrättas som skyldig till häxeri. Kungliga Commissorialrätten beslutade därmed om avrättningsmetod. Sekreterare Coyet lade fram alternativen halshuggning följt av bränning; tortyr följt av halshuggning och bränning; eller levande bränning. Ledamoten Chronander föreslog att hon skulle föras till avrättningen och bindas vid bålet under förespegling att hon skulle brännas levande: om hon då bekände, skulle hon återföras till fängelse för vidare förhör, och om hon fortfarande vägrar skulle hon avrättas genom halshuggning. Ledamöterna Cantherhielm och Mäster Bergius varierade detta förslag genom att föreslå att om hon fortfarande vägrade bekänna, skulle hon verkligen brännas levande, medan hon vid bekännelse kunde halshuggas först. Ledamöterna Coyet, Urban Hjärne, Ivar, Bromén, Sparrman, Austrelius, doktor Bromelius, Noreus och Mäster Carolinus röstade för levande bränning, vilket därför hade majoritet. Carolinus motiverade sin röst med att hon borde få en försmak av helvetets pina efter att ha förfört så många själar till Satan och att man bör tänka på Guds Ära snarare än Malins smärta. Ivar motiverade det med straffets avskräckande effekt, något Noreus stödde med tillägget att det också kunde omvända henne själv. Doktor Urban Hjärne föreslog att straffet skulle mildras genom att hon först torterades med glödande tänger (vilket skulle göra henne medvetslös) eftersom döden annars skulle bli för grym.
I Sverige, till skillnad från i Danmark, Norge och andra länder, brändes häxor nästan aldrig levande utan halshöggs innan de brändes. Malin dömdes att brännas levande för att hon trots tortyr vägrade erkänna. Enligt ledamöterna i kommissorialrätten skulle hon dömas som ett varnade exempel för många och till skräck för sina complices som en av ledamöterna uttryckte det. Endast rådman Jacobus Petri Chronander var emot domen och hade sett att hon blev halshuggen innan hon brändes, de andra röstade för att hon skulle vara vid fullt medvetande såvida hon inte bekände. En annan åtalad, Anna Lärka, hade också fått denna dom, men den drogs tillbaka då hon slutligen erkände, men i Malins fall skulle domen utföras.
Malin Matsdotter är den enda person som kunnat verifierats brännas levande för häxeri under den stora häxjakten mellan 1668 och 1676. På grund av detta har man trott att hon är den enda som bränts levande i Sverige för häxeri, men det är troligen ett missförstånd grundat på det faktum att de berömda häxprocesserna under 1668–1676 är de som är mest kända och diskuterade i historien. Detta straff utdömdes dock för andra brott ett par gånger i Stockholm i början av 1600-talet, hennes fall var dock det sista i huvudstaden att avrättas med denna metod och den näst sista i Sverige.

## Avrättning
Avrättningen utfördes offentligt på Hötorget i Stockholm den 5 augusti 1676 av bödeln Johan Larsson Hvitlock.
Enligt vittnesmål uppförde sig Malin under hela avrättningen med stor värdighet. Hon "tycktes inte stort frukta sig för döden, stigandes friskt uppför bålet." Även exekutionsprotokollet förmäler detta, dock med tillägget att hon "var mycket hård."
En påse krut bands om hennes hals för att döden skulle komma snabbare. Hon talade lugnt med bödeln Hvitlock, "låtande sig av honom till händer och fötter järnslås", och kom med svar på tal då prästerna kom med sina förmaningar. Då en av hennes döttrar i publiken ropade till henne att bekänna sina brott "gav Malin sin dotter i den ondes våld och förbannade henne för evig tid". När man samtidigt försökte få henne att ta sin dotters hand för att försona sig med henne nekade hon. Sedan tändes bålet. Ett samtida vittne uppgav: "Men ehuru detta allt var både fasligt och ynkligt att se uppå så fällde de likväl som döden ledo icke en tår utan stod fast på sin oskyldighet med en onaturlig frimodighet." Det sägs att hon dog utan att skrika och utan smärta, vilket togs som ännu ett bevis på hennes skuld, eftersom häxor inte troddes kunna känna smärta.
Räkenskaperna för utförandet av avrättningen finns ännu bevarade där det framkommer att bålet bestod av plankor från rivningshus, näver och tomma tjärtunnor.

## Efterspel
Efter avrättningen av Malin Matsdotter ändrade bland andra Hjärne och Erik Noraeus, präst i Storkyrkoförsamlingen, inställning till häxprocesserna.
Den 11 september bevisades barnvittnena med lögn och hela häxprocessen avbröts. Det framkommer att Malins ena dotter, den 21-åriga Anna "Annika" Eriksdotter, som själv satt häktad för häxeri, föreföll sinnessjuk och att hon drömde var natt att modern ropade. I en av drömmarna ska utan ytterligare referenser den avrättade modern ha nypt henne i armen och bett henne "komma så fort som möjligt". Annika Eriksdotter frikändes från häxeri men dömdes för mened till att piskas på fem olika torg och på vart och ett motta 16 piskrapp, samt därefter sitta tre år på tukthus innan hon fördrivs från staden.
Malins andra dotter Maria Eriksdotter dömdes till att stå invid skampålen på två olika torg och motta 16 piskrapp på vartdera, kyrkostraff två års tukthus. Bestraffningen utfördes samma dag som häxvittnena Agnis Eskilsdotter, Lisbet Carlsdotter och Maria Nilsdotter avrättades för mened. Maria piskades tillsammans med myrapigan Annika Henriksdotter. Under bestraffningen vrålade Maria och Annika att de faktiskt blivit förda till Blåkulla och redan fått lida så mycket i Djävulens klor att de inte dessutom skulle behöva pinas av människor, vilket gjorde att folkmassan började kasta snöbollar på de män som piskade dem. Det går inte att spåra Malins döttrar Maria och Annika i dokumenten på grund av deras vanliga namn, så det är oklart huruvida de överlevde tukthuset och avtjänade hela straffet. Det är känt att flera av de häxvittnen som dömdes till piskstraff och tukthus avled på tukthuset efter piskstraffet.
Malin Matsdotter blev den sista person som avrättades för häxeri i Stockholm, och den näst sista i Sverige. Hon är också en av de få som brändes levande på bål i Sverige.

## Eftermäle

### Minnesmärke
2023 upprättades efter ett medborgarförslag Malin Matsdotters örtagård i Sandbacksparken intill Katarina kyrka i Stockholm, till minne av både Malin Matsdotter, efter vilken minnesmärket fått sitt namn, och de åtta avrättade i sin helhet. Minnesmärket utgörs av en örtagård med läkeväxter odlade i pallkragar som sköts om av Föreningen Malin Matsdotters Örtagård.

### Populärkultur
Malin Matsdotter inspirerade Magnus Nordins roman Djävulens märke. Malin Matsdotter är även en central gestalt i Martin Olczaks barnboksserie Jakten på Jack.